# Charlie Tuna
Charlie Tuna (ur. 18 kwietnia 1944 w Kearney, zm. 19 lutego 2016) – amerykański dyskdżokej, osobowość radiowa i burmistrz.

## Życiorys
Pracował w wielu stacjach radiowych w Los Angeles, Wichita, Oklahoma City i Bostonie. Był również spikerem telewizyjnym i gospodarzem programów telewizyjnych. W 2008 roku został wybrany do National Radia Hall of Fame. Jest honorowym burmistrzem Tarzany.

## Wyróżnienia
Posiada swoją gwiazdę na Hollywoodzkiej Alei Gwiazd.